# Viviane Baladi
Pour les articles homonymes, voir Baladi.
Viviane Baladi (née le 23 mai 1963 en Suisse) est une mathématicienne suisse, naturalisée française. Ses recherches portent sur les systèmes dynamiques.

## Carrière
Viviane Baladi obtient une maîtrise en mathématiques et informatique en 1986 de l'Université de Genève, puis un doctorat, en 1989, sous la direction de Jean-Pierre Eckmann (en), avec une thèse sur les fonctions zêta des systèmes dynamiques (en). Elle entre au CNRS en 1990, où elle est directrice de recherche depuis 2002. De 1993 à 1999, elle enseigne à l'ETH Zurich et à l'Université de Genève. Elle a également passé une année en tant que professeure à l'Université de Copenhague en 2012-2013.
Elle est l'autrice du livre Positive Transfer Operators and Decay of Correlation (Advanced Series in Nonlinear Dynamics 16, World Scientific, 2000).
Elle a été conférencière invitée au congrès international des mathématiciens en 2014, s'exprimant dans la section sur les « Dynamical Systems and Ordinary Differential Equations ».
Elle a formé de nombreux mathématiciens, dont Sébastien Gouëzel et Malo Jézéquel, eux-mêmes chercheurs au CNRS. 
En 2019, elle reçoit la médaille d'argent du CNRS.
Elle a fait partie des premiers signataires de la tribune "Mathématiciens contre le génocide à Gaza". 

## Sélection de publications
- Annales scientifiques de l'École normale supérieure
- Classical nonintegrability, quantum chaos avec Andreas Knauf, Yakov G. Sinai. - Basel, 1997.
- Decay of correlations and limit theorems for non uniformly expanding maps
- Dynamical Analysis of Euclidian Algorithms and limit theorems.
- Géométrie et dynamique des espaces de configuration
- Positive transfer operators and decay of correlations
- Résonances du laplacien sur les variétés à pointes
- The resonances of the Laplace operator on cusp manifolds.
- Vitesse de décorrélation et théorèmes limites pour les applications non uniformément dilatantes.
- Sous le fer du cheval, la plage Stephen Smale et les systèmes dynamiques conférence du mercredi 11 février 2009.BnF